# 裕廊足球俱乐部

裕廊足球俱乐部队徽

俱乐部吉祥物眼镜蛇

裕廊足球俱乐部（Jurong Football Club）是新加坡的一支职业足球俱乐部，位于新加坡西南部的裕廊地区。球队在1997年到2003年期间参加新加坡职业足球联赛，球队的最佳战绩是1998年和2001年的联赛第五名。 
俱乐部始建于1975年，在1997年之前球队的名字叫裕廊镇足球俱乐部，球队曾经夺得过1989年的新加坡总统杯冠军以及1999年和2002年的新加坡杯冠军，球队的吉祥物是眼镜蛇。

## 球队纪录

### 新加坡职业联赛纪录
- 2003年 - 第六名
- 2002年 - 第七名
- 2001年 - 第五名
- 2000年 - 第六名
- 1999年 - 第六名
- 1998年 - 第五名
- 1997年 - 第七名

### 杯赛冠军
- 新加坡总统杯: 1989年